# Amazonides menieri
Amazonides menieri là một loài bướm đêm trong họ Noctuidae.